# Gian Mario Beltrami
Gian Mario Beltrami (* 20. Januar 1893 in Rom; † 10. April 1936 bei Lonate Pozzolo) war ein General der italienischen Luftwaffe.

## Leben
Beltrami entstammte einer piemontesischen Offiziersfamilie. Sein Vater Carlo Luigi Beltrami war General der Artillerie und kämpfte 1855–1856 im Krimkrieg und danach im Italienischen Unabhängigkeitskrieg. Gian Mario Beltrami wurde in Rom geboren, zog jedoch nach einem Jahr mit seiner Familie nach Turin. Nach der Schulzeit begann er an der Militärakademie in Turin eine Offizierausbildung, die er 1913 als Artillerieoffizier abschloss. Danach diente er bis zu Beginn des Ersten Weltkrieges bei Artillerieverbänden. 1915 machte er in Nettuno einen Lehrgang zum fliegenden Beobachtungs- und Feuerleitoffizier. Als solcher absolvierte er während des Ersten Weltkrieges zahlreiche Beobachtungseinsätze, für die er mehrere hohe Auszeichnungen erhielt. Am 12. November 1917 wurde er am Piave schwer verwundet. Es folgte ein 18-monatiger Krankenhausaufenthalt.
Nach dem Krieg kehrte er zum 27. Feldartillerieregiment nach Mailand zurück. Von 1921 bis 1923 absolvierte er den Generalstabslehrgang an der Kriegsschule in Turin. Es folgte eine kurze Stabsverwendung im Kriegsministerium in Rom, wo er am Aufbau der gerade gegründeten italienischen Luftwaffe mitwirken konnte. In die neue Teilstreitkraft trat er als Major über. Von 1927 bis 1930 war Beltrami Adjutant von König Viktor Emanuel III. Daneben nahm er als Pilot auch an einigen Übungen teil. Nach Stabsverwendungen in Görz, Turin und Rom wurde er 1933 einer der jüngsten Brigadegenerale der Luftwaffe. Als solcher kommandierte er die 4. Fliegerbrigade in Lonate Pozzolo. Am 10. April 1936 kam er dort bei einem Flugunfall in einer Caproni Ca.100 ums Leben.
Am 27. März 1938 wurde der Militärflugplatz Turin-Caselle nach General Beltrami benannt. Nach der Umfunktionierung zum Verkehrsflughafen der Stadt wurde er später nach dem Staatspräsidenten Alessandro Pertini benannt.